# 2013 في ألبانيا
تحتوي هذه المقالة على أهم الأحداث التي شهدتها ألبانيا في 2013، إضافة إلى أهم الشخصيات الألبانية المتوفية في هذه السنة.

## الحكم
- رئيس الجمهورية: بوجار نيشاني.
- رئيس الوزراء: صالح بريشا (حتى 15 سبتمبر) إيدي راما (ابتداء من 15 سبتمبر).

## الأحداث

### يونيو
23 يونيو - تم إجراء الانتخابات العامة، حيث فاز بها الحزب الاشتراكي الألباني.

### سبتمبر
15 سبتمبر - انتخب البرلمان إيدي راما في منصب رئيس الوزراء.